# Cortes de Castela-Mancha
As Cortes de Castela-Mancha (castelhano: Cortes de Castilla-La Mancha) são o órgão legislativo da comunidade autônoma de Castela-Mancha, na Espanha. Sua sede encontra-se localizada no antigo Convento de San Gil, em Toledo.
As Cortes são um dos três órgãos que conformam a Junta de Comunidades de Castela-Mancha, junto ao Conselho de Governo e a Presidência da Junta de Comunidades. Atualmente, são formadas por 33 deputados, representantes das cinco províncias que compõem a Comunidade Autônoma.
Desde 2019, a Presidência das Cortes é exercida por Pablo Bellido, do Partido Socialista Operário Espanhol.

## Base legal
De acordo com o artigo 152 da Constituição espanhola de 1978, nos estatutos de autonomia aprovados "a organização institucional autonómica basear-se-á numa Assembleia Legislativa, eleita por sufrágio universal, com base num sistema de representação proporcional que assegure, ademais, a representação das diversas zonas do território". A existência de um parlamento regional e o exercício do poder legislativo pelo mesmo está, portanto, expressamente previsto na própria Constituição.
A Lei Orgânica 9/1982 sobre o Estatuto de Autonomia de Castela-Mancha consagra este dispositivo constitucional no seu artigo 9, onde dispõe que "As Cortes de Castela-Mancha representam o povo da Região".
Além da Constituição e do Estatuto de Autonomia, as Cortes são regidas por seu próprio regulamento interno.
De acordo com os princípios parlamentares, as Cortes têm duas funções principais: a função legislativa e a função de controle. As condições para seu exercício estão estabelecidas nos Capítulos I e III do Título I do Estatuto de Autonomia.

## Eleição

### Circunscrições
| Divisão de assentos por circunscrição |          |             |        |             |        |       |
| Lei Eleitoral                         | Albacete | Cidade Real | Cuenca | Guadalajara | Toledo | Total |
| Lei Eleitoral de 1986                 | 10       | 11          | 8      | 7           | 11     | 47    |
| Lei Eleitoral de 2007                 | 10       | 11          | 8      | 8           | 12     | 49    |
| Lei Eleitoral de 2014                 | 7        | 7           | 5      | 5           | 9      | 33    |

## Presidentes
| Nome                               | Grupo | Grupo | Início | Fim  | Legislatura |
| Francisco Javier de Irizar Ortega  |       | PSOE  | 1983   | 1987 | I           |
| José Manuel Martínez Cenzano       |       | PSOE  | 1987   | 1991 | II          |
| José María Barreda Fontes          |       | PSOE  | 1991   | 1995 | III         |
| José María Barreda Fontes          | 1995  | PSOE  | 1997   | IV   |             |
| María del Carmen Blázquez Martínez |       | PSOE  | 1997   | IV   | 1999        |
| Antonio Marco Martínez             |       | PSOE  | 1999   | 2003 | V           |
| Fernando López Carrasco            |       | PSOE  | 2003   | 2007 | VI          |
| Francisco Pardo Piqueras           |       | PSOE  | 2007   | 2011 | VII         |
| Vicente Tirado Ochoa               |       | PP    | 2011   | 2015 | VIII        |
| Gregorio Jesús Fernández Vaquero   |       | PSOE  | 2015   | 2019 | IX          |
| Pablo Bellido                      |       | PSOE  | 2019   | -    | IX          |